# Ornipholidotos nigeriae
Ornipholidotos nigeriae är en fjärilsart som beskrevs av Henry Stempffer 1964. Ornipholidotos nigeriae ingår i släktet Ornipholidotos och familjen juvelvingar. Inga underarter finns listade i Catalogue of Life.